# 金尾哲夫
金尾 哲夫（かなお てつお、1950年9月29日 - ）は、日本の俳優、声優。東京都出身。劇団昴所属。

## 略歴
慶應義塾大学商学部在学中に当時は日本の学生運動だったこともあり、「就職はいけないんだ。」と考えていた。しかし大学4年生の時に周囲が就職活動をしており、「どうしようかな」と考えていた。その時にある店で知り合って付き合っていた女性が、劇団の芝居を見たことあったことから東京都港区六本木の地下で活動していた劇団を見に行って感銘を受けて役者を志す。同大学商学部卒業後、劇団雲の研究生を経て、1977年劇団昴に所属する。以降俳優として舞台やテレビドラマに出演するほか、30代のころより声優としても洋画吹き替えを中心に活躍している。
同期には伊藤和晃や牛山茂、仲野裕などがいる。

## 人物
洋画の吹き替えや劇団の舞台などでは悪役が半分以上で、本人も「演じていて楽しい」「最後の最後にやられる瞬間が快感」と発言している。特に『ハピネスチャージプリキュア!』で演じたナマケルダや『仮面ライダービルド』で演じたブラッドスタークのようなひねくれた悪役を好んでいる。吹き替えではウィル・パットンやジョン・マルコヴィッチを主に担当している。
本人曰く自身は「落ち着いて、紳士的で穏やかな人間」や「優しい良い人」と称している。
趣味はギター。
ゲームは昔『ボンバーマン』などをやったことがあり、妻が『ボンバーマン』をやっているのを脇で見て楽しんだりしていたことがあったが『ボンバーマン』以降はストップしており、やってはいないのだという。
インターネットはやるが、インターネット通販は怖くてできないらしい。
父親は既に他界しているが、芝居好きで自身の舞台をよく見に来てくれていた。

## 出演

### テレビアニメ
1978年
- まんが日本絵巻（武将、使者）
- ルパン三世 (TV第2シリーズ)（1978年 - 1980年）

1983年
- スペースコブラ

1992年
- 魔法のプリンセス ミンキーモモ 夢を抱きしめて（海賊トパーズ）

1993年
- 幽☆遊☆白書（武威）

1994年
- とっても!ラッキーマン（合体コックマン）

1996年
- B'T-X（B'Tサバンナ）
- ルパン三世 トワイライト☆ジェミニの秘密（ゾラ）

1997年
- こちら葛飾区亀有公園前派出所（明石）
- 名探偵コナン（1997年 - 2012年、村瀬、梶村洋介、亀岡丈二、板倉創、大東幹彦、後藤警部、福地明歳）
- 烈火の炎（磁生）

1999年
- ∀ガンダム（ミハエル・ゲルン）

2000年
- サクラ大戦TV
- ブギーポップは笑わない Boogiepop Phantom（店長）

2001年
- チャンス〜トライアングルセッション〜（山中常務）

2002年
- Weiß kreuz Glühen（稲垣総主任）
- GetBackers-奪還屋-（堺〈石橋〉）
- サイボーグ009 THE CYBORG SOLDIER（グスタフ）

2003年
- AVENGER（トーキー）
- 明日のナージャ（アルフォンス・ジャン・マレー）
- カレイドスター 新たなる翼（ナイスガイ）
- 金色のガッシュベル!!（リュック）
- スクラップド・プリンセス（ドイル・バレット）
- ぷちぷり*ユーシィ（前国王）
- LAST EXILE（ハミルカル・ヴァルカ）

2004年
- 今日からマ王!（フォンウィンコット卿オーディル）
- 最遊記RELOAD GUNLOCK（ヘイゼルのマスター）
- サムライガン（虚無僧）

2005年
- 交響詩篇エウレカセブン（近所の人A）
- SPEED GRAPHER（落合征二）

2006年
- CLUSTER EDGE（軍学校校長）

2007年
- ケロロ軍曹（トルネード）
- 獣神演武 -HERO TALES-（劉匠）
- D.Gray-man（父）
- BLEACH（パトラス）

2008年
- ゴルゴ13（クランプ）
- TYTANIA -タイタニア-（セオドア・タイタニア）
- レンタルマギカ（幹部）

2010年
- 伝説の勇者の伝説（ガイネル）

2011年
- C（進藤基）
- トリコ（クロマド）

2012年
- キングダム（昭王）
- LUPIN the Third -峰不二子という女-（背広の男）
- ROBOTICS;NOTES（長深田澄夫）

2013年
- 有頂天家族（2013年 - 2017年、帝金坊） - 2シリーズ
- ゴールデンタイム（香子の父）

2014年
- 神撃のバハムート（バロッサ）
- ハピネスチャージプリキュア!（2014年 - 2015年、ナマケルダ）
- 棺姫のチャイカ（コンラート・シュタインメッツ） - 2シリーズ
- プピポー!（グェロロゲェエロッ）

2015年
- アルスラーン戦記（マヘーンドラ）
- GANGSTA.（チャド・アトキンス）
- GATE 自衛隊 彼の地にて、斯く戦えり（嘉納太郎）
- コンクリート・レボルティオ〜超人幻想〜（2015年 - 2016年、秋田大司） - 2シリーズ
- ポケットモンスター XY（コール）
- 遊☆戯☆王ARC-V（ホワイト・タキ議長）

2016年
- Dimension W（コリン・キーズ）
- 舟を編む（荒木公平）

2017年
- 銀の墓守り（陸伯）
- タイムボカン 逆襲の三悪人（夏目漱石）

2018年
- メガロボクス（組員C）
- レイトン ミステリー探偵社 〜カトリーのナゾトキファイル〜（ニコラス・ホワイトホール）
- 進撃の巨人（ケニーの祖父）
- イナズマイレブン アレスの天秤（2018年 - 2019年、響木正剛、袴田） - 2シリーズ
- RELEASE THE SPYCE（ニライカナイ首領）

2019年
- この音とまれ!（久遠源） - 3シリーズ
- Fairy gone フェアリーゴーン（イゼム・タトゥ）
- 彼方のアストラ（ゲルト・ツヴァイク）
- Dr.STONE（2019年 - 2023年、コクヨウ） - 4シリーズ
- 慎重勇者〜この勇者が俺TUEEEくせに慎重すぎる〜（ウォルクス）

2020年
- 炎炎ノ消防隊（2020年 - 2025年、消防庁長官） - 2シリーズ
- 呪術廻戦（狂気の医者）

2021年
- ルパン三世 PART6（2021年 - 2022年、モラン大佐）

2022年
- 最遊記RELOAD -ZEROIN-（フィルバート）
- 機動戦士ガンダム 水星の魔女（2022年 - 2023年、ヴィム・ジェターク）

2023年
- ツルネ -つながりの一射-（愁の父）

2024年
- 忘却バッテリー（岩崎監督）

2025年
- 水属性の魔法使い（アーサー）

### 劇場アニメ
1993年
- 蒼い記憶 満蒙開拓と少年たち（中隊長先生）

1994年
- ストリートファイターII MOVIE（ザンギエフ）

2002年
- ∀ガンダムI 地球光（ミハエル・ゲルン）
- ∀ガンダムII 月光蝶（ミハエル・ゲルン）

2004年
- 名探偵コナン 銀翼の奇術師（上杉）

2013年
- ルパン三世VS名探偵コナン THE MOVIE（ルチアーノ・カルネヴァーレ）

2016年
- 劇場版 探偵オペラ ミルキィホームズ〜逆襲のミルキィホームズ〜（モラン）

2021年
- 夏目友人帳 石起こしと怪しき来訪者（岩鉄）

2024年
- 映画 イナズマイレブン総集編 伝説のキックオフ（響木正剛）

### OVA
1992年
- マグマ大使（国東）

1993年
- 仮面ライダーSD（サソリ男）

1998年
- 銀河英雄伝説外伝 白銀の谷（マーテル中佐）
- MASTERキートン（医者）

2004年
- 低俗霊DAYDREAM（山崎）
- テイルズ オブ ファンタジア THE ANIMATION（アルヴァニスタ王）

2013年
- 夜桜四重奏 ツキニナク（武村高雄）

2018年
- ストライク・ザ・ブラッド III（矢瀬顕重）

2020年
- ゴールデンカムイ（エディー・ダン）

2022年
- 機動戦士ガンダム 水星の魔女 PROLOGUE（ヴィム・ジェターク）

### Webアニメ
- イナズマイレブン アウターコード（2017年、桍田）
- A.I.C.O. Incarnation（2018年、大臣）
- ケンガンアシュラ（2019年 - 2023年、速水勝正[26]） - 3シリーズ[一覧 8]
- 無限の住人-IMMORTAL-（2019年、浅野虎行）

### ゲーム
1994年
- 幽☆遊☆白書 3DO（武威）

1996年
- 時空探偵DD 幻のローレライ（マッツォ・ベラスコーニ）

1997年
- バウンダリーゲート（プレリアール公、アッシュ）

2000年
- スキャンダル（小野塚警部）

2002年
- Age of Mythology（ガルガレンシス）

2003年
- スターオーシャン Till the End of Time（ロキシ・ラインゴッド）

2004年
- 金色のガッシュベル!! 激闘!最強の魔物達（リュック）
- スターオーシャン Till the End of Time ディレクターズカット（ロキシ・ラインゴッド）
- 我が竜を見よ（ノーミス）

2005年
- キングダム ハーツII（サーク司令官）
- 幽☆遊☆白書FOREVER（武威）

2007年
- THE BATTLE OF 幽☆遊☆白書 〜死闘! 暗黒武術会〜 120%（武威）

2009年
- テイルズ オブ グレイセス（総統、オズウェル）
- ぼくのなつやすみ4 瀬戸内少年探偵団「ボクと秘密の地図」（おじちゃん）

2010年
- テイルズ オブ グレイセス エフ（総統、オズウェル）

2012年
- ROBOTICS;NOTES（長深田澄夫）

2013年
- トリコ グルメガバトル!（クロマド）

2015年
- アルスラーン戦記×無双（マヘーンドラ）
- ドラゴンクエストVIII 空と海と大地と呪われし姫君（クラビウス王）

2017年
- 仁王（柳生石舟斎）
- 仮面ライダーバトル ガンバライジング（ブラッドスターク / 仮面ライダーエボル）

2018年
- 仮面ライダー シティウォーズ（ブラッドスターク）
- 幽☆遊☆白書 100％本気バトル（武威）

2019年
- SEKIRO: Shadows Die Twice（葦名一心）

2020年
- 龍が如く7 光と闇の行方（星野龍平）
- ワールドフリッパー（セルジール）
- 共闘ことばRPG コトダマン（武威）

2023年
- 仮面ライダーバトル ガンバレジェンズ（ブラッドスターク / 仮面ライダーエボル）
- ディシディア ファイナルファンタジー オペラオムニア（ケルガー）

2024年
- 金色のガッシュベル!! 永遠の絆の仲間たち（リュック）

### ドラマCD
- GANGSTA. I（チャド[31]）
- CDシアター ドラゴンクエストVI（ソルディ / トム）
- ブラッディ+メアリー（櫻庭玄道）

### ラジオドラマ
- NHK-FM 青春アドベンチャー
  - 「着陸拒否」（1998年） - Dr.ラスティ
  - 「戦争童話集」（2002年）
  - 「バルト海の復讐」（2002年） - ギュンター
  - 「聖杯伝説」（2003年） - アーリーン・コーイ

### 吹き替え

#### 担当俳優
アーノルド・ヴォスルー
- ダークマン2（ペイトン・ウェストレイク）※ソフト版
- ダークマン3（ペイトン・ウェストレイク）
- ハード・ターゲット（ヴァン・クリーフ）※ソフト版

ウィル・パットン
- この森で、天使はバスを降りた（ネイハム・ゴダード）
- CSI:10 科学捜査班（クレイグ・ハリデイ）
- ファースト・スピード（アーロン）
- VR.5（フランク・モーガン博士）
- フォーリング スカイズ（ウィーヴァー隊長）※シーズン2から
- ポストマン（ベスリヘム将軍）※ソフト版

ウィレム・デフォー
- アビエイター（ローランド・スイート）
- コントロール（マイケル・コープランド博士）
- Mr.ビーン カンヌで大迷惑?!（カーソン・クレイ）

エド・ハリス
- ウエストワールド（黒服の男）※シーズン2から
- プレーンズ2/ファイアー&レスキュー（ブレード・レンジャー）
- ポロック 2人だけのアトリエ（ジャクソン・ポロック）

カート・ラッセル
- マーベル・シネマティック・ユニバース（エゴ）
  - ガーディアンズ・オブ・ギャラクシー:リミックス
  - ホワット・イフ...?

- クリスマス・クロニクル（サンタクロース）
  - クリスマス・クロニクル PART2

グレッグ・ヘンリー
- ドールハウス Dollhouse シーズン1 #10（ウィリアム・バシュフォード）
- ホワイトカラー シーズン4（ドブス）
- メンタリストシリーズ シーズン1（キャル・トラスク）

ゲイリー・オールドマン
- ザ・クーリエ（エゼキエル・マニングス）
- バスキア（アルバート・マイロ）
- ヒットマンズ・ボディガード（ヴラディスラフ）※ソフト版

ゲイリー・グラッブス
- X-ファイル（トム・アレンズ保安官）※ソフト版
- ゴーン・フィッシン'（フィル・ビーズリー）
- ダブル・テイク（T・J・マクレディ）

ゲイリー・ビジー
- ザ・ファーム 法律事務所（エディ・ローマックス）※ソフト版
- 沈黙の戦艦（クリル中佐）※テレビ朝日版
- リーサル・ウェポン（ジョシュア）※テレビ朝日版

コービン・バーンセン
- 宇宙からの侵略者（ノバート）
- ジュラシック・シティ（ハイド博士）
- となりのサインフェルド（本人）
- V.I.P.（ザック・ヘンリー）

コルム・フィオール
- イグニッション（マカティア）
- シカゴ（マーティン・ハリソン）
- トータル・フィアーズ（オルソン）※ソフト版

ジェフ・ゴールドブラム
- 9か月（ショーン・フレッチャー）
- 恋とニュースのつくり方（ジェリー・バーンズ）
- ライフ・アクアティック（アリステア・ヘネシー）

ジョー・パントリアーノ
- ギャングスターズ/野獣死すとき（ピート）
- プルート・ナッシュ（モーガン）
- マトリックス（サイファー）※ソフト版

ジョー・モートン
- クライム・エンジェル（ジョン・ハーパー）
- CSI:ニューヨーク（ドワイト・ヒルバーン署長）
- ターミネーター2（マイルズ・ダイソン）※劇場公開版

ジョン・マルコヴィッチ
- AVA/エヴァ（デューク）
- THE VILLAINS ザ・ヴィランズ 悪党伝（ブライト）　
- ザ・シークレット・サービス（ミッチ・リアリー）※ソフト版
- サバイバー2024（アーロン・ラムジー）
- スペース・フォース（エイドリアン・マロリー博士）
- テッド・バンディ（エドワード・コワート判事）
- トランスフォーマー/ダークサイド・ムーン（ブルース・ブラゾス）
- バード・ボックス（ダグラス）
- ベルベット・バズソー: 血塗られたギャラリー（ピアース）
- マイル22（ビショップ）
- 魔王（アベル・ティフォージュ）
- レッド・ブレイク（サム・ネルソン）

チャールズ・ダンス
- 氷がすべてを隔てても（ニルス・ニアゴー）
- ゲーム・オブ・スローンズ（タイウィン・ラニスター）
- サンドマン（ロデリック・バージェス）
- ジョニー・イングリッシュ アナログの逆襲（エージェント7）
- 世界一キライなあなたに（スティーブン・トレイナー）

ピーター・ウェラー
- 愛のめぐりあい（ロベルト）
- デッド・リミット（スティーヴ・ミッチェル）
- ロックアウト（ネルソン）

ブライアン・クランストン
- ジョン・カーター（パウエル）
- トータル・リコール（コーヘイゲン）
- トランボ ハリウッドに最も嫌われた男（ダルトン・トランボ）
- プライベート・ライアン（I・W・ブライス大佐）※テレビ朝日版

ブルース・グリーンウッド
- アッシャー家の崩壊（ロデリック・アッシャー）
- ザ・コア（ロバート・アイバーソン船長）※ソフト版
- ドクター・スリープ（ドクター・ジョン）
- パッセンジャー57（スチュアート・ラムゼイ）※日本テレビ版

マイケル・マドセン
- 刺青 BLUE TIGER（銃の店員）
- ストレート・トーク/こちらハートのラジオ局（スティーヴ）
- レザボア・ドッグス（ミスター・ブロンド / ヴィック・ベガ）

#### 映画（吹き替え）
- アイアン・ウィル/白銀に燃えて（ジャック・ストーンマン〈ジョン・テリー〉）
- アイスマン（ヴァーミル博士〈フィリップ・エイキン〉）
- 愛と青春の鼓動（デヴィッド・レディング〈ジミー・スミッツ〉）
- 愛の奴隷（ホセ・リアル〈ディエゴ・ウォールラフ〉）
- 愛の落日（ヒン〈ツィ・マー〉）
- アイヒマン・ショー/歴史を映した男たち（レオ・フルヴィッツ〈アンソニー・ラパーリア〉）
- アウト・フォー・ジャスティス（ボビー・アームズ〈ジェイ・アコヴォーン〉）※テレビ朝日版
- 青い相姦（ヤン・ロンベルク）
- 赤い標的 THE BREAK UP（ラムゼイ〈スティーヴン・ウェバー〉）
- 赤ちゃんはトップレディがお好き（ジェフ〈サム・シェパード〉）※TBS版
- 悪党に粛清を（ピーター・ジェンセン〈ミカエル・パーシュブラント〉）
- アジャストメント（リチャードソン〈ジョン・スラッテリー〉）
- アトミック・トレイン（トム〈マイケル・トムリンソン〉）※テレビ朝日版
- アトミック・ブロンド（アレクサンドル・ブレモヴィッチ〈ローランド・ムーラー〉）
- アナコンダ（ウォーレン・ウエストリッジ〈ジョナサン・ハイド〉）※ソフト版
- 姉のいた夏、いない夏。（ジーン〈パトリック・バーギン〉）
- ア・フュー・グッドメン（ジョナサン・ケンドリック中尉〈キーファー・サザーランド〉）
- アフリカの女王（第二士官〈ウォルター・ゴテル〉）※LD版
- 甘い人生（カン社長〈キム・ヨンチョル〉）
- アメリカン・ハート（レイニー〈ドン・ハーヴェイ〉）
- アラモ（エスパルザ一等兵〈リカルド・アントニオ・チャビラ〉、ジェームズ・グラント）
- アリゲーター2（ホーク・ホーキンス〈リチャード・リンチ〉）※テレビ東京版
- あるいは裏切りという名の犬（エディ・ヴァランス〈ダニエル・デュヴァル〉）
- アンダーカバー・ブルース/子連れで銃撃戦!?
- アンネの追憶（オットー・フランク〈エミリオ・ソルフリッツィ〉）
- 怒りの山河
- 異常犯罪捜査官 倒錯の館（マーチン・ガイツ博士〈マーク・シンガー〉）
- 1911（馮国璋）
- 1492 コロンブス（ジャコモ）※日本テレビ版
- いつか晴れた日に（ジョン・ダッシュウッド〈ジェームズ・フリート〉）
- 頭文字D THE MOVIE（立花祐一〈ケニー・ビー〉）
- インディ・ジョーンズ/最後の聖戦（フォーゲル大佐〈マイケル・バーン〉）※WOWOW版
- ウーマン・イン・ザ・ウィンドウ（ランディ博士〈トレイシー・レッツ〉）
- ヴァンピレラ（ウォルシュ〈リー・デ・ブロー〉）
- ウエスト・オブ・ザ・デッド（マルティネス保安官）
- ウォーターワールド（ノード）※ソフト版
- ウォッチメン（ホリス・メイソン / 初代ナイトオウル〈スティーヴン・マクハティ〉）
- ウォリアークイーン（スエトニウス・パウリヌス）
- 裏切りのベストセラー（クリーヴ〈ジェームズ・ウッズ〉）※テレビ東京版
- ウルフ（スチュアート・スウィントン〈ジェームズ・スペイダー〉）※ソフト版
- エージェント・コーディ（ブリンクマン〈イアン・マクシェーン〉）
- エイジ・オブ・イノセンス/汚れなき情事（ラリー・レファッツ〈リチャード・E・グラント〉）
- エイリアン・シューター（ミューコ〈マイケル・アイアンサイド〉）
- エイリアン3（アーロン〈ラルフ・ブラウン〉）※劇場公開版、（ビショップ〈ランス・ヘンリクセン〉）※テレビ朝日版
- エド・ウッド（オーソン・ウェルズ〈ヴィンセント・ドノフリオ〉）
- エル・ドラド（ソール・マクドナルド）※テレビ東京版
- オーシャンズ13（ローマン・ネーゲル〈エディー・イザード〉）※フジテレビ版
- 王妃マルゴ（アンリ〈ダニエル・オートゥイユ〉）
- 男たちの挽歌Ⅲ・アゲイン（ホー〈時任三郎〉）※カルチュア・パブリッシャーズ版
- オン・エッジ 19歳のカルテ（フィギュア医師〈スティーヴン・レイ〉
- ガール・ネクスト・ドア（ヒューゴ〈ジェームズ・レマー〉）
- 海底20000マイル（ジョン・ハワード〈カールトン・ヤング〉）※バンダイ版
- カサブランカ（シュトラッサー少佐〈コンラート・ファイト〉）※スター・チャンネル版
- 火星人ゴーホーム!（スタン・ギャレット〈ゲリット・グレアム〉）
- カプリコン・1 ※テレビ朝日版
- から騒ぎ（ドン・ペドロ〈デンゼル・ワシントン〉）
- 監視（ブリッツェン）
- ガンシャイ（チャーリー〈リーアム・ニーソン〉）
- 頑張れフリッパー（ポーター〈ブライアン・ケリー〉）
- がんばれ!ベアーズ（ロイ・ターナー〈ヴィック・モロー〉）※テレビ朝日版（追加収録部分）
- ガン・ホー（ウィリー〈ジョン・タトゥーロ〉）
- 危険な遊び（ウォレス・エヴァンス〈ダニエル・ヒュー・ケリー〉）
- 今日、キミに会えたら（バーナード・ガードナー）
- 恐竜伝説ベイビー（ピエール・デュボア医師〈エドワード・ハードウィック〉）※バンダイ版
- キラー・ドッグ（ブルー〈アントニオ・バンデラス〉）
- キリング・ミー・ソフトリー（アリスの上司）※テレビ東京版
- キング・オブ・エジプト[37]（オシリス〈ブライアン・ブラウン〉）
- キング・オブ・ハーレー（コンロイ・プライス〈コートニー・B・ヴァンス〉）※VHS版
- キングピン/ストライクへの道（スタンリー・オスマンスキー〈ロブ・モラン〉）
- グッバイ・ジョー（ボブ・ヘンリー〈ヴァル・キルマー〉）
- クライムブローカー/仮面の誘惑（ルーク・ブレア）
- クライング・フリーマン（コー〈バイロン・マン〉）
- グラスハウス（ドン）※テレビ朝日版
- グラディエーター（クイントゥス〈トーマス・アラナ〉）※テレビ朝日版
- グリーン・ランタン（ロバート・ハモンド上院議員〈ティム・ロビンス〉）
- クリムゾン・タイド（ピーター大尉〈ヴィゴ・モーテンセン〉）※ソフト版
- グローリー（キャボット・フォーブス少佐〈ケイリー・エルウィス〉）※ソフト版
- クロウ/飛翔伝説（トーレス〈マルコ・ロドリゲス〉）※テレビ東京版
- クロコダイル2（ローランド〈マーティン・コーヴ〉）
- クロコダイル・ダンディー（ポン引き〈ジョン・スナイダー〉）※フジテレビ版
- 軍用列車（クレアモント少佐〈エド・ローター〉）※ソフト版
- ケイン号の叛乱（エングストランド）※フジテレビ版
- ゲッタウェイ（ジャック・ベニヨン〈ジェームズ・ウッズ〉）※ソフト版
- ゴースト・オブ・ミシシッピー（ボビー・デローター〈アレック・ボールドウィン〉）
- ゴーストバスターズ2（ジャック・ハードメイヤー〈カート・フラー〉）※フジテレビ版
- 恋するための3つのルール（ボブ・コーネル捜査官〈ジェリー・ベッカー〉）
- 恋は運命とともに（ハムダン・アルデュバイ）
- 荒野のマニト（レインジャー）
- GODZILLA ゴジラ（ウィーラン〈ブライアン・マーキンソン〉[38][6]）
- ゴッド・アーミー/悪の天使（ルシファー〈ヴィゴ・モーテンセン〉）
- ゴッドファーザー・サガ（ソニー・コルレオーネ〈ジェームズ・カーン〉）
- コラテラル・ダメージ（ピーター・ブランド〈イライアス・コティーズ〉）※フジテレビ版
- コレクター ※東京12チャンネル版
- コロンブス（デ・ラ・コサ）
- コンクリート・ウォー（フランキー〈ロバート・ミアノ〉）
- 13デイズ（マクスウェル・D・テイラー〈ビル・スミトロヴィッチ〉、アレクサンダー・フォーミン）※ソフト版
- 最後の恋のはじめ方（マックス〈アダム・アーキン〉）
- 最'新'絶叫計画（オールドマン教授〈ティム・カリー〉）※ソフト版
- サイバー・ファイター/復讐の使者（リース・バロウズ）
- ザ・スカルズ 秘密結社:権力の図式（マーティン・ブルックス）
- サスペリアPART2（マーカス・デリー〈デヴィッド・ヘミングス〉）※ソフト版
- ザ・タブー/暴かれた衝撃（レイ・ウェスト〈ジョン・サヴェージ〉）
- 殺人課（チャーリー・オルコット）
- 殺人サイボーグ リタリエーター（ハシム）
- ザ・ファントム/地獄のヒーロー4（ダニー・オブライエン〈チャック・ノリス〉）
- ザ・メキシカン（メキシコのバーテンダー）※ソフト版
- 三銃士（ロシュフォール伯爵〈マイケル・ウィンコット〉）※ソフト版
- サンダーアーム/龍兄虎弟（バノン伯爵〈ボジダール・スミルジャニック〉）※ソフト版
- サンタクローズ（ニール〈ジャッジ・ラインホルド〉）
- サンタモニカ・ダンディ（クレスラーFBI捜査官〈ウィリアム・フォーサイス〉）
- サンタリア 魔界怨霊
- サンドロット/僕らがいた夏（ビル〈デニス・リアリー〉）※VHS版
- シー・オブ・ラブ（セラフィーノ〈ポール・カルデロン〉）※テレビ朝日版
- シークレット・エージェント（ウラジミール〈エディ・イザード〉）
- シーズ・ソー・ラヴリー（ショーティ〈ハリー・ディーン・スタントン〉）
- JM（ベトナム人）
- JFK（オキーフ〈ケヴィン・ベーコン〉）※ソフト版
- ジェット!!（Z）
- ジキル&ハイド（ダンヴァース・カリュー卿〈キアラン・ハインズ〉）
- 地獄の殺人救急車/狙われた金髪の美女（ティム・“バードマン”・バード、ハル）
- 史上最大の作戦 ※テレビ東京版
- 獅子よ眠れ（サイモン〈サイモン・ヤム〉）
- シビラの悪戯（アレクサンドル〈エフゲーニ・シディチン〉）
- シャドー・ウォリアーズ/地獄の要塞（カルロス・ギャリンド〈ビリー・ドラゴ〉）
- シャム猫FBI/ニャンタッチャブル（イギー〈フランク・ゴーシン〉）※バンダイ版
- 銃撃犯（アラン・ホワイト〈ジョン・ハート〉）
- ショーガール（トニー・モス〈アラン・レイキンズ〉）
- ショーシャンクの空に（ボッグス・ダイアモンド〈マーク・ロルストン〉）※ソフト版
- ジョーズ・リターンズ（ウィリアム・ウェルズ）※VHS版
- ショウダウン（リー〈パトリック・キルパトリック〉）
- 女囚地獄・白い肌への異常な密室（マイク〈ウィリアム・オストランダー〉）※テレビ東京版
- 真実の瞬間（ジーン・ウッズ）
- 推定有罪（ブラッド・ラローサ〈ヤンシー・アリアス〉）※NHK版
- スウォーズマン 女神復活の章（霧隠雷蔵）
- スズメバチ（ルイ〈パスカル・グレゴリー〉）※ソフト版
- スター・ウォーズ エピソード1/ファントム・メナス（フィニーズ・ヴァローラム〈テレンス・スタンプ〉[39]）
- スタートレックIV 故郷への長い道（パヴェル・チェコフ〈ウォルター・ケーニッヒ〉）※フジテレビ版
- スタートレックVI 未知の世界（最高司令官）※旧ソフト版
- ステッピング・アウト（パトリック）
- ストリート・レーサー（ペトロヴィッチ長官）
- スパイキッズシリーズ（ダナゴン・ギグルス〈マイク・ジャッジ〉）
  - スパイキッズ ※ソフト版
  - スパイキッズ2 失われた夢の島
  - スパイキッズ3-D:ゲームオーバー
- スパイダー・フォレスト 懺悔（編集長）
- スピーシーズ 種の起源（ロビー）※ソフト版
- スマーフ（シェフスマーフ〈ウルフギャング・パック〉）
- スリー・リバーズ（ダニー・テディロ〈トム・サイズモア〉）※ソフト版
- スローター/怒りの銃弾（ドミニク・ホッフォ〈リップ・トーン〉）
- S.W.A.T.（マイケル・ボクサー〈ブライアン・ヴァン・ホルト〉[40]）※日本テレビ版
- ゼイ・イート・ドッグス（ハロルド〈キム・ボドゥニア〉）
- セブン（マッサージ店の男〈マイケル・マッシー〉）※フジテレビ版
- セブンス・カース（ホン〈バリー・ウォン〉）
- セブンスフロア（グレッグ・クレイトン）
- ゼロ・ダーク・サーティ（ウルフ〈フレドリック・レーン〉、国家安全保障顧問〈スティーヴン・ディレイン〉）
- 戦場にかける橋（ヒューズ少佐〈ジョン・ボクサー〉）※ソフト版
- 戦争と平和（ナポレオン・ボナパルト〈ハーバート・ロム〉）※ソフト版
- ソルジャー（ミーカム大佐〈ジェイソン・アイザックス〉）※ソフト版
- ゾンビ・ハイスクール（ファイロ〈リチャード・コックス〉）
- ダーク・スティール（ジェームズ・バーカム〈ジョナサン・バンクス〉、ヘンリー・キム、リコ）
- ダークナイト（ジェラルド・スティーブンズ刑事〈キース・ザラバッカ〉）※テレビ朝日版
- ターザン・リターンズ（ターザン）※VHS版
- ダーティ・シェイム（メンドーザ〈アンドリュー・ディヴォフ〉）
- 大空港（サイ・ジョーダン）※日本テレビ新録版
- 大災難P.T.A.（オーウェン〈ディラン・ベイカー〉）
- 第三種接近遭遇 クローズ・エンカウンター（ジョン〈クリフ・デ・ヤング〉）
- ダイナサウルス（チャレンジャー教授〈パトリック・バーギン〉）
- ダイ・ハード2（ミラー〈ヴォンディ・カーティス＝ホール〉）※テレビ朝日版
- ダイ・ハード/ラスト・デイ（チャガーリン〈セルゲイ・コルスニコフ〉）
- ダイヤモンド・スカル/華麗なる殺意（アレック〈デヴィッド・デルヴ〉）
- ダ・ヴィンチ・コード（アンドレ・ヴェルネ〈ユルゲン・プロホノフ〉）※フジテレビ版
- ダニエル・スティール/愛のカレイドスコープ・訣別の微笑（ジョン〈ペリー・キング〉）※テレビ東京版
- ダブル・インパクト（アレックス・ワグナー〈ジャン＝クロード・ヴァン・ダム〉）※VHS版
- 007 ゴールデンアイ（アルカディー・グリゴリビッチ・ウルモフ将軍〈ゴットフリード・ジョン〉）※テレビ朝日版
- 007 トゥモロー・ネバー・ダイ（リチャード・デイ〈クリストファー・ボーエン〉）※フジテレビ版
- ダンク・ブラザース/脱線ファンにご用心（キンボールコーチ〈クリストファー・マクドナルド〉）
- タンゴ（マリオ・スアレス〈ミゲル・アンヘル・ソラ〉）
- チャーリー・モルデカイ 華麗なる名画の秘密（ロマン・ロマノフ〈ウルリク・トムセン〉）
- 沈黙の要塞（マック・グルーバー〈ジョン・C・マッギンリー〉）※テレビ朝日版
- 追跡者（ロバート・ビッグズ〈ダニエル・ローバック〉）※テレビ東京版
- ツインズ（バイカー）※テレビ朝日版
- ツタン・カーメンの秘宝 失われた王宮/太陽の王子（モーガン・シンクレア〈ジョナサン・ハイド〉）
- DCエクステンデッド・ユニバース（アルフレッド・ペニーワース〈ジェレミー・アイアンズ〉）
  - バットマン vs スーパーマン ジャスティスの誕生[41]
  - ジャスティス・リーグ[42]
  - ジャスティス・リーグ:ザック・スナイダーカット[43]
  - ザ・フラッシュ[44]
- DC911（ジョージ・W・ブッシュ大統領〈ティモシー・ボトムズ〉）
- ディープシャーク（アンドリュー・ワグナー）
- デイ・アフター 首都水没（ブルマン）
- 帝王伝説（トミー・リー）
- ディズニー映画の名曲を作った兄弟:シャーマン・ブラザーズ（ロバート・シャーマン）※Dlife版
- デイブレイカー（チャールズ・ブロムリー〈サム・ニール〉）
- デイライト（スティーヴン・クライトン〈ジェイ・O・サンダース〉）※テレビ朝日版
- デス・ルーム（ラリー・ワイスマン医師）
- デスロック/戦略ガス兵器を追え!（ビリヤード場の海兵、アラブ人護衛）
- デッドマン・コーリング（ジョン・ハイトナー）
- デビルズ・ゾーン（ウッディ）
- テロリスト・ゲーム2/危険な標的（マーティン・シュレイダー〈マイケル・J・シャノン〉）※フジテレビ版
- 天使と悪魔（シメオン神父〈コジモ・ファスコ〉）
- 天使の贈りもの（ブリスロー〈ライオネル・リッチー〉）
- デンジャラスゲーム L.A.大追跡（デパルマ〈マイケル・ルッソ〉）※テレビ東京版
- トーク・レディオ（ディーツ〈ジョン・パンコウ〉）※TBS版
- トーゴー（ジョージ・メイナード町長〈クリストファー・ハイアーダール〉）
- トゥームストーン（ジョニー・リンゴ〈マイケル・ビーン〉）
- 逃走迷路（トビン〈オットー・クルーガー〉）※BD版
- 逃亡者（ロバート・ビッグズ〈ダニエル・ローバック〉）※テレビ朝日版
- ドクター・ドリトル2（ジャック・ライリー〈ケヴィン・ポラック〉）※ソフト版・テレビ朝日版
- ドメスティック・フィアー（エドガー・スティーヴンス〈ルーベン・サンチャゴ＝ハドソン〉）
- ドラキュラ（アーサー・ホームウッド卿〈ケイリー・エルウィス〉）※旧ソフト版
- ドリームキーパー（シェーンの父、ヘハカ）
- トリプルX ネクスト・レベル（ジェームズ・サンフォード大統領〈ピーター・ストラウス〉）※ソフト版
- トロン（エド・ディリンジャー / サーク司令官〈デビッド・ワーナー〉）※ソフト版
- トワイライト・サーガ/ブレイキング・ドーン Part1（マーカス〈クリストファー・ハイアーダール〉）
- ナイトメア・アリー（ピート〈デヴィッド・ストラザーン〉）
- ナインハーフ
- ナバロンの嵐（ミラー曹長〈エドワード・フォックス〉）※ソフト版
- 南極物語（アンディ〈ジェラルド・プランケット〉）
- ニュー・イヤーズ・デイ 約束の日（ロビン〈マイケル・キッチン〉）
- ニュー・ジャック・シティ（ニック・ペレッティ〈ジャド・ネルソン〉）※ソフト版
- ニル・バイ・マウス（レイモンド〈レイ・ウィンストン〉）
- ネメシス（ジャーメイン〈ニコラス・ゲスト〉）
- ネメシス・ゲーム（ジェフ・ノヴァク〈イアン・マクシェーン〉）
- ノストラダムス（アンリ2世〈アンソニー・ヒギンズ〉）
- バーチャドライブ（マシュー〈ジャン・カルロ・スカンドゥッツィ〉）
- ハードカバー/黒衣の使者（クローリー、マイケル）
- ハード・チェック（スリック）
- ハード・トゥ・キル（ノーラン）※テレビ朝日版
- ハートブルー（ベン・ハープ〈ジョン・C・マッギンリー〉）※日本テレビ版
- ハートブレイク・タウン（テッド〈カイル・マクラクラン〉）
- ハード・ボイルド 新・男たちの挽歌（ジョニー〈アンソニー・ウォン〉）※ソフト版
- ハードロック・ハイジャック（カール・メイス〈マーシャル・ベル〉）
- パーフェクト・ウェポン（カイ〈ケイリー＝ヒロユキ・タガワ〉）
- ハーレム・ナイト（トミー・スモールズ）※ソフト版
- バイオレンス・コップ/復讐計画（パンサー・ウォン）
- バイバイ・ラブ（ドニー〈ポール・ライザー〉）
- ハウリングII（ヴラド）
- パウンド（ポープ〈ニック・チンランド〉）
- パシフィック・ハイツ（デニス・リード〈ドリアン・ヘアウッド〉）※VHS版
- 裸の銃を持つ男PART2 1/2（ノードバーグ〈O・J・シンプソン〉）※ソフト版
- 裸足で散歩（ヴィクター・ヴァレスコ〈シャルル・ボワイエ〉）※Netflix版
- バックトラック（ポーリングFBI捜査官〈フレッド・ウォード〉）
- パッセンジャー57（チャールズ・レーン〈ブルース・ペイン〉）※ソフト版
- パディントン 消えた黄金郷の秘密[45]
- パトリオット・ゲーム（ハイランド警部補、シャピロ医師）※ソフト版、（ショーン・ミラー〈ショーン・ビーン〉）※フジテレビ版、（マーティ・カンター〈J・E・フリーマン〉）※テレビ朝日版
- パパと呼ばれて大迷惑!?（ジャック・チャールズ〈パトリック・スウェイジ〉）
- 母の眠り（地方検事〈ジェームズ・エックハウス〉）
- パペット・マスター 惨劇のパーティー（マグルー博士）
- バリー（ビル・ボーマン〈ライナス・ローチ〉）
- ハリウッド・ゲーム（ケイジ・マリガン〈バート・レイノルズ〉）
- バレエ・カンパニー（ラー・ルボヴィッチ〈本人〉）
- パンツァー 鋼鉄師団（ブラウ少佐）
- ビッグ・バウンス（ルー・ハリス〈ヴィニー・ジョーンズ〉）
- ファースト・キッド/僕のパパは大統領（ウッズ、ビル・クリントン）
- ファイティング×ガール（ダグ〈ホルト・マッキャラニー〉）
- ファイティング・キッズ（ジョン・ライリー〈ジョン・ハード〉）
- ファイヤードラゴン/火雲伝奇（チャン）
- ファミリー・プロット（カフェの牧師）※TBS版
- ファントム/開戦前夜（パブロフ〈ジョナサン・シェック〉）
- 風雲 ストームライダーズ（于嶽〈ヴィンセント・ワン〉）
- フェリックスとローラ（歌手〈アラン・バシュン〉）
- フォース（ナッシュ警部補〈ニコラス・ハモンド〉）
- 不機嫌な赤いバラ（バリー・カーライル〈エドワード・アルバート〉）
- 普通じゃない（ガブリエル署長〈ダン・ヘダヤ〉）※テレビ朝日版
- 普通の人々（カルビン・ジャレット〈ドナルド・サザーランド〉）※ソフト版
- フライング・キッズ（フィル）
- プラダを着た悪魔 ※日本テレビ版
- フリーダムランド（ボビー〈ウィリアム・フォーサイス〉）
- ブルービートル（アルベルト・レイエス〈ダミアン・アルカザール〉）
- ブルドッグ（アニマル〈小野進也〉）
- ブレイド2（アサド〈ダニー・ジョン＝ジュールズ〉）※ソフト版、（クーネン〈カレル・ローデン〉）※テレビ東京版
- フレンチ・コップス（ヴィダル〈クロード・ブロッセ〉）
- ブロークン・アロー（マックス〈ショーン・トーブ〉）※日本テレビ版
- ブローン・アウェイ/復讐の序曲（ケヴィン）※ソフト版
- フロム・ダスク・ティル・ドーン3（ジョン・ニューリー）
- ペイバック ※テレビ朝日版
- ヘルバウンド（フランク・シャター〈チャック・ノリス〉）※VHS版
- ヘンリー もう一つの連続殺人鬼の記録（カイ）
- ホーム・アローン3（スタッキーFBI捜査官〈クリストファー・カリー〉）※フジテレビ版
- ボーン・スプレマシー（グレツコフ〈カレル・ローデン〉）※日本テレビ版
- ボーン・レガシー（テレンス・ワード〈デニス・ボウトシカリス〉）
- 冒険王（大佐〈ビリー・チョウ〉）
- 暴走特急（トム・ブレーカー〈ニック・マンキューゾ〉）※ソフト版
- 北斗の拳（ジャッカル〈クリス・ペン〉）
- ぼくの美しい人だから（マックス・バロン〈ジェームズ・スペイダー〉）
- ホスピタル・インフェルノ/戦慄の超電子頭脳（ヘンダーソン〈ニコラス・キャンベル〉）※テレビ東京版
- ホット・ショット2（ウィリアムズ）※ソフト版
- 炎の大捜査線（ピンバル〈アンディ・ラウ〉）
- マーシャルの奇跡（リック・トリー〈ロバート・パトリック〉）
- マイ・サイエンス・プロジェクト（巡査部長〈ロバート・ドクィ〉、ドワイト・D・アイゼンハワー大統領）※バンダイ版
- マジック・ダイナソー（ジャック・ブラッシュ〈マーク・ハーモン〉）
- マトリックス（ラインハート）※ソフト版
- マネー・トレイン（ブラウン〈スコット・ソワーズ〉）※フジテレビ版
- 真夜中のサバナ（ジョー・オードム）
- マリリン 7日間の恋（ローレンス・オリヴィエ〈ケネス・ブラナー〉）
- ミシェル・ヴァイヨン（ボブ・クレイマー〈フランソワ・レヴァンタル〉）
- Mr.&Mrs. スミス（ウェクスラー〈ウィリアム・フィクナー〉）※日本テレビ版
- Mr.3000（シェンブリ〈クリス・ノース〉）
- MR.デスティニー（ナイルズ・ペンダー〈ハート・ボックナー〉）
- ミスティック・リバー（ジム・スミス、誘拐犯）
- ミストレス（ウォーレン・ゼル〈クリストファー・ウォーケン〉）
- ミッドナイト・ガイズ（ドク〈クリストファー・ウォーケン〉）
- ミッドナイトクロス（バーク〈ジョン・リスゴー〉）※ソフト版
- 身代金（ジミー・シェイカー刑事〈ゲイリー・シニーズ〉）※ソフト版
- ミミック2（黒服の男〈エドワード・アルバート〉）
- 未来は今（スミティ〈ブルース・キャンベル〉）※パイオニアLDC版
- 無名家族/復讐の狼たち（キウ警部〈ミウ・キウワイ〉）
- めぐり逢う大地（スイートリー〈ショーン・マッギンレイ〉）
- もう一度アイ・ラブ・ユー（アラン〈デヴィッド・ラッシュ〉）
- 山猫は眠らない
- ユージュアル・サスペクツ（デヴィッド・クイヤン〈チャズ・パルミンテリ〉）※ソフト版
- U.M.A レイク・プラシッド2（ジャック・ストライザーズ）
- U・ボート（機関長）※テレビ東京版
- ユニコーン 奇跡の航海（妖精王オベロン）
- 四つの願い（ポニー〈キーロン・ムーア〉）
- 48時間PART2/帰って来たふたり（ウィリー・ヒコック）※フジテレビ版、（フランク・クルーズ〈エド・オロス〉）※日本テレビ版
- ライオンハート（ラッセル〈ブライアン・トンプソン〉）※テレビ東京版
- ライセンス・トゥ・ウェディング（セイディの父〈ピーター・ストラウス〉）
- ライトスタッフ（ウォリー・シラー〈ランス・ヘンリクセン〉）
- ライフ・イズ・コメディ! ピーター・セラーズの愛し方（スタンリー・キューブリック〈スタンリー・トゥッチ〉）
- ライフ with マイキー（ブライアン・スピロ〈ヴィクター・ガーバー〉）
- ラスト・オブ・モヒカン（ジャック・ウィンソープ）※VHS版
- ラストサマー（ベンジャミン・ウィルス〈ミューズ・ワトソン〉）※ソフト版
- ラストサマー2（ベンジャミン・ウィルス〈ミューズ・ワトソン〉）※ソフト版
- ラストサムライ（バグリー大佐〈トニー・ゴールドウィン〉[46]）※テレビ朝日版
- ラナウェイ・ジェーン（エイブリー）
- ラブ&クライム（シュレンガー〈マルコム・マクダウェル〉）
- ラム・ダイアリー（ロッターマン〈リチャード・ジェンキンス〉）
- ラン・ローラ・ラン（警備員〈アーミン・ローデ〉）
- リーサル・ウェポン2/炎の約束（領事館の使節）※テレビ朝日版
- リトル・ショップ・オブ・ホラーズ（パトリック・マーティン〈ジェームズ・ベルーシ〉、最初の客〈クリストファー・ゲスト〉）
- リベンジ・ファイター/殺しの傭兵（フェニックス〈マーティン・コーヴ〉）
- ルーキー（ロコ・マルティネス）※TBS版
- レジョネア 戦場の狼たち（マッキントッシュ〈ニコラス・ファレル〉）※ソフト版
- レッド・オクトーバーを追え!（ツポレフ〈ステラン・スカルスガルド〉）※TBS版
- レッド・コーナー 北京のふたり（ジャック・ムーア〈リチャード・ギア〉）
- レナードの朝（カウフマン医師〈ジョン・ハード〉）※日本テレビ版
- レプリカズ（ジョーンズ〈ジョン・オーティス〉）
- レ・ミゼラブル（ジャベール警部〈ジェフリー・ラッシュ〉）
- ロード・オブ・ザ・リング/二つの塔（蛇の舌グリマ〈ブラッド・ドゥーリフ〉）
- RONIN（ヴィンセント〈ジャン・レノ〉）※ソフト版
- ローマの休日（衛兵）※ソフト版
- ロビンとマリアン（獅子心王リチャード〈リチャード・ハリス〉）※ソフト版
- ロボコップ2（ウィテカー〈ロジャー・アーロン・ブラウン〉）※テレビ朝日版
- ロンメルズ・ゴールド（ロベルト）
- ワイルド・スピード（タナー巡査部長〈テッド・レヴィン〉）※テレビ朝日版
- ワイルド・リベンジ 復讐の絆（オルランド）
- わが教え子、ヒトラー（ヨーゼフ・ゲッベルス〈シルヴェスター・グロート〉）

#### ドラマ
- アガサ・クリスティー トミーとタペンス -2人で探偵を-（ジュリアス・ハーシャイマー〈クラーク・ピータース〉）
- アガサ・クリスティー ミス・マープル
  - 牧師館の殺人（スラック警部）
  - チムニーズ館の秘密（フィンチ警部〈スティーヴン・ディレイン〉）
- アナザー・ライフ〜天国からの3日間〜（レックス・スタンフォード / チャールズ〈ダニエル・ヒュー・ケリー〉）
- アボンリーへの道
- アリー my Love（ストーン〈ジェリー・ベッカー〉）
- アンダーカバー・ボス2 社長潜入調査
- アンドロメダ シーズン1 #11（シド・バリー〈ジョン・デ・ランシー〉）
- ER緊急救命室
  - シーズン1 #20（タルボット〈アンドリュー・カルダー〉）
  - シーズン4 - 5（デイビッド・コトロウィッツ〈デニス・ボウトシカリス〉）
  - シーズン11 #16（ケン・キルナー〈マイケル・オニール〉）
- イニョプの道（クク・ユ〈チョン・ノミン〉）
- インディ・ジョーンズ/若き日の大冒険（ジャック）
- インテリジェンス（リーランド・ストランド〈ピーター・コヨーテ〉）
- WITHOUT A TRACE/FBI 失踪者を追え!（ウェスマー〈マイケル・エマーソン〉、シャーリー〈グレゴリー・ジャーラ〉）
- WITHOUT A TRACE/FBI 失踪者を追え! ファイナル・シーズン（クラーク・メディーナ〈スティーヴン・ウェバー〉）
- 宇宙船レッド・ドワーフ号（ピタゴラス〈スティーヴン・ティラー〉、ヘラクレス・プラティーニ〈マシュー・マーシュ〉、ジョン・F・ケネディ〈マイケル・シャノン〉）
- X-ファイル（バロン警部〈ナサニエル・デヴォー〉）※ソフト版
- NCIS: ニューオーリンズ
  - シーズン3 #21（ジャスタス・バンクロフト）
  - シーズン4 #15（ロジャー・ドリスコル）
- NCIS 〜ネイビー犯罪捜査班（ラ・グルヌイユ〈アーマンド・アサンテ〉）
  - シーズン1 #8（空母エンタープライズ艦長）
  - シーズン10 #24（A・J・チェグウィデン〈ジョン・M・ジャクソン〉）
- F.B.EYE!! 相棒犬リーと女性捜査官スーの感動!事件簿 #9（ハロルド・バニング）
- クオ・ヴァディス（龍臣ペトロニウス）
- グッド・ワイフ（カート・マクベイ〈ゲイリー・コール〉、ダニー）
- クリミナル・マインド FBI行動分析課
  - シーズン1 #8（ヴィンセント・ペロッタ〈パトリック・キルパトリック〉）
  - シーズン3 #9（アダム・フックス〈マーク・ヴァン〉）
  - シーズン4（リンデン刑事〈スティーブ・ランキン〉）
  - シーズン7（ロッド・ギャレット）
  - シーズン9（マーク・アンダーソン弁護士〈ダグ・オルソン〉、ジャスティン・ミルズ牧師〈ブレット・カレン〉）
  - シーズン13 #19（レナード・ハグランド）
- クリミナル・マインド 特命捜査班レッドセル（ローリンズ〈ニック・チンランド〉）
- 刑事コロンボシリーズ
  - 刑事コロンボ 白鳥の歌（トミー・ブラウン〈ジョニー・キャッシュ〉）※完全版追加収録部分
  - 新・刑事コロンボ 奇妙な助っ人（ブルーノ・ロマーノ〈ジェイ・アコヴォーン〉）
- 刑事フォイル
- ケネディ家の人びと
- コード・ブラック 生と死の間で（ピーター・ハドソン）
- ゴシップガール（ウィリアム・ヴァンダービルト〈ジェイムズ・ノートン〉）
- こちらブルームーン探偵社 シーズン5 #3（チャーリー）
- ゴッドファーザー・オブ・ハーレム シーズン2（ジャン・ジェハン）
- ザ・グリッド（アクトン〈トム・スケリット〉）
- ザ・プリテンダー 仮面の逃亡者（フィル・キャンベル〈グレゴリー・イッツェン〉）
- ザ・ミッシング〜消えた少年〜（英語版）（ジュリアン・バティスト〈チェッキー・カリョ〉）
- ザ・ミッシング〜囚われた少女〜（ジュリアン・バティスト〈チェッキー・カリョ〉）
- CSI:マイアミ（チャーリー〈コナー・オファレル〉）
- CSI:マイアミ9（ジャック・トラー〈カラム・キース・レニー〉）
- JESUS 奇蹟の生涯（ポンテオ・ピラト総督〈ゲイリー・オールドマン〉）
- しあわせの処方箋（エリック）
- シカゴ・メッド（サム・エイブラムス〈ブレナン・ブラウン〉）
- シドニー・シェルダンの明日があるなら（ジョー・ロマノ〈ジョセフ・コーテス〉、トレヴァー）※VHS版
- シャーロック・ホームズの冒険（ジョン・H・ワトスン〈デビッド・バーク〉）※追加収録部分
- 主任刑事アラン・バンクス（ニューラヴ〈ポール・ジェフリー〉）
- 主任警部モース ウッドストック行き最終バス（ピーター・ニューラヴ）
- 恕の人 -孔子伝-
- 新アウターリミッツ（テリー・マキャモン〈ザンダー・バークレー〉、エイダン・ハンター〈ジョン・テニー〉#88の過去エピソード引用部、フィル・クレプスキー〈マルコム・スチュワート〉）
- 新チャーリーズ・エンジェル（ジョナサン・カートライト）
- SUITS/スーツ4（チャールズ・フォースマン〈エリック・ロバーツ〉）
- スーパーパンプト/Uber -破壊的ビジネスを創った男-（ランドール・ピアソン〈リチャード・シフ〉）
- スキャンダル2 託された秘密（ハロルド・ピアース〈チェルシー・ロス〉）
- スターゲイト アトランティス（フレッチャー医師〈アラン・ラック〉）
- スタートレック:ヴォイジャー（マックスウェル・バーク〈タイタス・ウェリヴァー〉）
- スタートレック:ディスカバリー（チャールズ・ヴァンス提督〈オデッド・フェール〉）
- スティーヴン・キングのキングダム・ホスピタル #13（エベニーザー・ゴットライヒ）
- スパイダー・エンジェル MISSION 1:ウォー・オブ・ザ・マシーン（シュレイガー）
- スパイ大作戦 ヒスイの印璽（ターガート）※追加吹き替え分
- セサミストリート危機一髪（ルイス、タグ・ガイ）※スペシャル版
- ダークエンジェル
  - シーズン1 #4（レイフ）※ソフト版
  - シーズン2 #15（トニー・リナルディ）※ソフト版
- ターミネーター:サラ・コナー クロニクルズ（シェアマン〈ドリアン・ヘアウッド〉）
- 第一容疑者1 連鎖（ウィリー）
- 第一容疑者2 顔のない少女（ドラマー）
- 地上最強の美女たち!チャーリーズ・エンジェル
  - シーズン1 #14（プラット）※追加収録部分
  - シーズン2 #19（ダン・ジャーヴィス〈L・Q・ジョーンズ〉）※追加収録部分
- 超感覚刑事ザ・センチネル（ギャレット・キンケイド）
- デスパレートな妻たち（ウェイン・デイヴィス〈ゲイリー・コール〉）
- 24 -TWENTY FOUR- シーズン2（ボブ・ワーナー〈ジョン・テリー〉、首相〈マイケル・サード〉）
- ナイト・エージェント(ジェイミー・ホーキンズ　<ロバート・パトリック>)
- ナイト・オブ・キリング 失われた記憶（デニス・ボックス〈ビル・キャンプ〉）
- ナイトライダー NEXT（ジャック・ハースト〈リチャード・バージ〉）
- NUMBERS 天才数学者の事件ファイル ファイナルシーズン（レイティル〈マイケル・ホーガン〉）
- PERSON of INTEREST 犯罪予知ユニット シーズン2（ジョージ・マシー〈ケヴィン・コンウェイ〉）
- バーン・ノーティス 元スパイの逆襲（デイビッド〈ベニート・マルティネス〉）
- ハイテク武装車バイパー2（デビッド・ボーマンCIA捜査官）
- ハウス・オブ・カード 野望の階段（ヴィクトル・ペトロフ大統領〈ラース・ミケルセン〉）
- バフィー 〜恋する十字架〜（ルパート・ジャイルズ〈アンソニー・スチュワート・ヘッド〉）
- 薔薇の名前（アドソの父〈セバスチャン・コッホ〉[47]）
- HAWAII FIVE-0 シーズン4（キャンベル〈ポール・ベン＝ヴィクター〉）
- ビッグバン★セオリー ギークなボクらの恋愛法則 シーズン8 #7（ローヴィス）
- フーディーニ&ドイルの怪事件ファイル 〜謎解きの作法〜（チャールズ・ドイル〈リスタード・クーパー〉）
- ブラインドスポット2 タトゥーの女（クインド上院議員〈マイケル・マクゴーワン〉）
- ブラザーズ&シスターズ（ロジャー〈ナイジェル・ヘイヴァース〉）
- THE BLACKLIST/ブラックリスト（ランコ・ザマーニ〈ジェイミー・ジャクソン〉）
- フラッシュフォワード（D・ギボンズ / ダイソン・フロスト〈マイケル・マッシー〉）
- フリッパー シーズン1 #22（ヴァンノフ博士）
- ベイウォッチ シーズン3 #4（アーロン・ブロディ〈ダーク・ベネディクト〉）
- ボードウォーク・エンパイア5 欲望の街
- HOMELAND シーズン6（ファルハド・ナフィーシ）
- BONES（ブライアン・ローズ〈ロバート・フォックスワース〉）
- BONES シーズン11（マックス・キーナン/マシュー・ブレナン〈ライアン・オニール〉）※3代目
- 冒険野郎マクガイバー シーズン2 #10（マイケル・タルボット〈リチャード・ハッチ〉）
- ボディ・オブ・プルーフ3 死体の証言（ダニエル・ルッソ〈マイケル・ヌーリー〉）
- ボニー&クライド/俺たちに明日はない（フランク・ヘイマー〈ウィリアム・ハート〉）
- ホワイトカラー（オリアリー〈ロバート・ジョン・バーク〉）
- マードック・ミステリー 〜刑事マードックの捜査ファイル〜（ガブリエル・ライダー）
- MACGYVER/マクガイバー シーズン2 #16（ボリス・ミトロヴィッチ）
- マスケティアーズ/三銃士
- ムーンナイト（コンス）
- 名探偵ポワロ ※NHK版
  - もの言えぬ証人（クラブのウォルター）
  - 雲をつかむ死（警官）
  - 青列車の秘密（ナイトン少佐〈ニコラス・ファレル〉）
  - オリエント急行の殺人（ジョン・アーバスノット大佐〈デヴィッド・モリッシー〉）
- 名探偵モンク6（スティーブ・コネリー〈テイラー・ニコルズ〉）※DVD版
- メンタリスト
  - シーズン2（フレディ・フィッチ〈ジュード・チコレッラ〉）
  - シーズン5（ドン・クライド〈スティーヴン・バウアー〉）
- メントーズ〜世界の偉人たちからのメッセージ〜（フレデリック・バンティング〈マット・フリューワー〉）
- 誘拐交渉人（アレクサンダー・ウィラード〈ジョン・ハナー〉）
- ラブレイン
- リーサル・ウェポン シーズン1 #16（マイク・ラモス〈マイケル・ハーネイ〉）
- リベンジ（ライアン・ハントリー弁護士〈ジェームズ・マキャフリー〉）
- レボリューション（ネヴィル大尉〈ジャンカルロ・エスポジート〉）
- LAW & ORDER:LA（ウォルター〈ヴィクター・ガーバー〉）
- ROME［ローマ］（マルクス・アントニウス〈ジェームズ・ピュアフォイ〉）
- ローマ警察殺人課アウレリオ・ゼン 3つの事件
- ロック、ストック&ワン・ビッグ・ブロック（ツーシップス、セルゲイ、フランキー）
- ロマノフ家の末裔 〜それぞれの人生〜 第2話「空しい望み」（ダニエル・リース〈ジョン・スラッテリー〉）
- ロンサム・ダブ（ディー・ブート）

#### アニメ
- イカボード先生と首なし騎士（ブロム）
- 王様の剣（ナレーション）
- かたつむリンピック（コーチ）
- ガフールの伝説（アロミア卿）
- スター・ウォーズ: バッド・バッチ（ラマ・スー）
- スター・ウォーズ: ビジョンズ（ジューロ）
- スフェリックス（ロス）
- ターボ
- バットマン（カーク・ラングストロム）
- ピノキオ（馬車屋）※ポニー版、バンダイ版
- ミュータント・タートルズ（1987年東和ビデオ版）（ラットキング）
- ロビン・フッド（ナッツィ）※バンダイ版

### テレビドラマ
- 鉄道公安官 第25話「誘拐特急・ママ、早く来て!」（1979年、テレビ朝日）
- 爆走!ドーベルマン刑事 第19話「白バイ警官をマークせよ!」（1980年、テレビ朝日）
- 秘密のデカちゃん 第26話「秘密がバレて朝日署ぶっとぶ!?」（1981年） - サラリーローン店員
- プロハンター 第16話「悪い女」（1981年）
- 太陽にほえろ!（日本テレビ）
  - 第507話「この街で-」（1982年）
  - 第519話「岩城刑事、ロッキーにて殉職」（1982年）
- 峠の群像（1982年、NHK総合） - 宮一郎左衛門
- 特急さくら殺人事件 死体蒸発の謎！東のハコネ西のセノハチとは？（1982年、TBS・大映） - 公安官
- 必殺橋掛人 第5話「六本木の朝顔を探ります」（1985年、朝日放送 / 松竹） - 四郎
- 大都会25時 第4話「よみがえる殺意! 復讐はタンゴにのって」（1987年、テレビ朝日）
- 男たちによろしく（1987年、TBS）
- はぐれ刑事純情派（テレビ朝日）
  - 第1シリーズ 第12話「噂におびえる女」（1988年）
  - 第2シリーズ 第6話「安浦刑事老警察犬を特訓す」（1989年）
  - （1993年） - 野上義雄
- さすらい刑事旅情編 第1話「寝台特急“北斗星”の殺意」（1988年、テレビ朝日 / 東映）
- 土曜ワイド劇場（テレビ朝日）
  - 西村京太郎トラベルミステリーシリーズ
    - 第3話「あずさ3号殺人事件」（1983年） - 岡田の同僚
    - 第14話「愛と死の飯田線」（1989年）
    - 第24話「山手線五・八キロの証言」（1993年） - 篠原浩一

  - 高橋英樹の船長シリーズ2「瀬戸内おんな殺人行」（1989年）
  - 浅見光彦ミステリー7「備後路殺人事件」（1990年） - 部下
  - 密会の宿6「スポーツクラブで消された女・マッサージルームの秘密」（1991年）
  - 八月の消えた花嫁（1991年）
  - 渓流釣りシリーズ 「伊豆下田、寝姿山で待つ女」（1992年）
  - 終着駅シリーズ
    - 第2話「終着駅・信濃大町発7時53分“あずさ8号”殺意のめぐり逢い・ホテル逆密室の謎…」（1992年）
    - 第4話「碧の十字架・殺したはずの女の知られたくない秘密…」（1994年） - 航空交通管制所の職員

  - 女探偵・朝岡彩子（1999年） - 小鷹管理官
- 火曜サスペンス劇場（日本テレビ）
  - 身辺警護1（1998年）
  - ひとことの罪（1999年）
- 富豪刑事デラックス第8話（2006年、朝日放送/テレビ朝日）
- トッカン -特別国税徴収官-第3話（2012年、日本テレビ）
- 再会 (横関大)（2012年、フジテレビ）
- 金曜プレミアム（フジテレビ）
  - 赤い霊柩車シリーズ35（2015年） - 田島隆男

### 特撮
1980年
- 仮面ライダー - 第39話

1983年
- 科学戦隊ダイナマン

1987年
- 光戦隊マスクマン

1988年
- 仮面ライダーBLACK（広瀬トオルの父）

2016年
- 動物戦隊ジュウオウジャー（アミガルドの声）

2017年
- 仮面ライダービルド（2017年 - 2019年、エボルト / ブラッドスターク / 仮面ライダーエボルの声） - 6作品

2024年
- 仮面ライダーアウトサイダーズ（仮面ライダーエボルXの声）

### 映画
- 八甲田山（1977年） - 中橋中尉

### 舞台
1981年
- もしもあの時……（ジャック・チェスニー）

1982年
- 業平（次男師尚）
- ヘンリー四世（ウェストマーランド伯）

1983年
- 蜘蛛の巣（ヒューゴー・バーチ）
- オイディプス王（テバイの主な人々よりなるコーラス）

1984年
- セールスマンの死（1984年 - 1996年、バーナード）

1985年
- 島清、世に敗れたり（1985年 - 1986年、橋場忠三郎）
- 夏の夜の夢（1985年 - 2006年、シーシアス、シーシアス、オーベロン）

1986年
- マクベス（レノクス）

1987年
- アズ・イズ

1988年
- 世阿彌

1989年
- ラブ・ア・ラ・モード・シカゴ
- リチャード三世（リッチモンド伯ヘンリー / ヘンリー七世

1990年
- アルジャーノンに花束を（1990年 - 2001年、父親マット、ストラウス博士）

1991年
- 寺院の殺人（誘惑者、騎士）

1992年
- STEP!-ふんだりけったり-（トリストラム・ワトソン）

1993年
- お気に召すまま（オリヴァー）
- 機械じかけのピアノのための未完成の戯曲（プラトーノフ）

1994年
- 恋らんまん（本多忠刻）

1995年
- ザ・カヴァルケイダーズ（テリー）

1996年
- 愛の讃歌（ルイ・バリエ）

1997年
- 十二夜（オーシーノー）
- 戦後一幕物傑作選「秋の歌」

1998年
- 三人姉妹（ヴェルシーニン）

1999年
- スィート・パニック（ボルトン）

1999年
- 空騒ぎ（ドン・ジョン）

2000年
- 罪と罰（ルージン）
- 友達と恋人と（オッターヴィオ）

2001年
- 倫敦からの手紙（夏目漱石）

2002年
- クリスマス・キャロル（2002年 - 2005年、スクルージ）

2004年
- 日々の敵

2008年
- あの夏、少年はいた（岩佐寿弥）
- ジュリアス・シーザー（ジュリアス・シーザー）

2009年
- サウンド・オブ・サイレンス
- 隣で浮気?（フランク･フォスター）

2010年
- 木の皿（フロイド･デニソン）
- 東京坊ちゃん（夏目漱石）
- 瑠璃の壺

2011年
- ミュージカル パパからもらった宝もの（2011年 - 2016年）

2012年
- 石棺-チェルノブイリの黙示録-（セルゲイエフ）
- ミュージカル しあわせの青い鳥

2013年
- ハムレット・レポート

2014年
- ラインの監視（2014年 - 2016年、テック）

2016年
- ヴェニスの商人（ヴェニス公）

2017年
- ミュージカル 緑の村の物語

2018年
- アシバー〜沖縄遊侠伝〜（宮下智）
- 評決 The Verdict（ブロフィー司教）

2019年
- ミュージカル 姫神楽

2021年
- ミュージカル 小さな貴婦人

2024年
- とりつくしま
- 広い世界のほとりに（チャーリー・ホームズ）

### CM
- ダイキンエアコン
- ケンタッキーフライドチキン
- カルピス ブランド100周年
- 関西電力「かんでん暮らしモールシニア夫婦」篇
- 三井住友フィナンシャルグループ「Beyond SMBC Group web magazine」#2
- トヨタ・マークX
  - 『オレのやり方篇』（2006年 -、社長）佐藤浩市と共演
  - 『できるさ篇』（2006年 -、社長）佐藤浩市、中村圭太、高杉勇次らと共演
  - MARK X SHORT STORY「走り続ける男たち」（MARK社・社長）
- 日立・環境キャンペーン『クラウドコンピューティング篇』（2010年、クライアント）佐藤浩市と共演
- 旭化成ホームズ・「二世帯住宅はヘーベルハウス」『言いぼん篇』（2014年、祖父）
- JAバンク・『年金 アクティブシニア応援2015篇』（2015年、専務）
- TOKIUM・TOKIUM「総帥登場」篇（2023年、総帥[53]）

### ボイスオーバー
- クラシック・ロイヤルシート（NHK-BS2）
  - 「エルガー 幻のピアノ協奏曲」（2005年）
- スーパープレゼンテーション（NHK-Eテレ）
  - 「アル・ゴア“不都合な真実”のその後」（2016年、アル・ゴアの声）
- 地球ドラマチック（NHK教育）
  - 「ヴァスコ・ダ・ガマの冒険」（2003年）
  - 「ドラキュラ伝説」（2003年）
  - 「戦争と伝書バト 〜知られざる情報戦〜」（2005年）
  - 「ベストセラー誕生! 〜作家たちは語る〜」（2007年）
  - 「アフリカ 砂漠のミステリー〜謎のサークルの正体は?〜」（2012年）
  - 「大ピラミッド建造の謎〜4600年前の日誌は語る〜」（2015年）
- ティム・ガンのファッションチェック（NHK教育、ティム・ガンの声）
- ドキュメント地球時間（NHK教育）
- トイ・ストーリー 20周年スペシャル：無限の彼方へ さぁ行くぞ!（ティム・アレン、R・リー・アーメイ）
- ハイビジョン特集 スーパーストームの真実（2007年、NHKデジタル衛星ハイビジョン）
- BS世界のドキュメンタリー（NHK BS1）
- ベルカント 〜SP盤時代の名テナーたち〜（NHK-BS2、マイケル・スコットの声）
- ヨーコ・オノの素顔（NHK教育、マイケル・ブレイスウェルの声）
- ロイヤル・スキャンダル 〜エリザベス女王の苦悩〜（サー・マーティン・チャーテリス〈ジョナサン・ハイド〉）

### ナレーション
- とんねるずの本汁でしょう!!「なにわ広告しぐれっ!!」（フジテレビ）
- アフリカン・ワイルド（アニマルプラネット）
- 古代の宇宙人シリーズ（ヒストリーチャンネル）

### 玩具
- 変身ベルト DXエボルドライバー（2018年5月12日） - システム音声
- DXマッスルギャラクシーフルボトル[注 2]（2019年4月24日、玩具） - システム音声
- 仮面ライダーアウトサイダーズ DXエボルエックスフルボトル（2025年3月） - システム音声、エボルト 役